# Райски дни
„Райски дни“ (на английски: Days of Heaven) е американски филм от 1978 година, романтична драма на режисьора Терънс Малик по негов собствен сценарий. Главните роли се изпълняват от Ричард Гиър, Брук Адамс, Сам Шепърд, Линда Манц.

## Сюжет
Действието се развива в началото на XX век, като беден млад мъж убеждава приятелката си, която представя за своя сестра, да се омъжи за богат земевладелец при когото са наети на временна работа и за когото е научил, че е тежко болен и скоро ще умре.

## В ролите
| Изпълнител      | Роля                     |
| --------------- | ------------------------ |
| Ричард Гиър     | Бил                      |
| Брук Адамс      | Еби                      |
| Сам Шепард      | Фермерът                 |
| Линда Манц      | Линда                    |
| Робърт Уилк     | Управителят на фермата   |
| Джеки Шултис    | Приятелка на Линда       |
| Стюарт Марголин | Управителят на мелницата |

## Награди и номинации
„Райски дни“ печели „Оскар“ за операторска работа и е номиниран в три други категории, номиниран е за „Златен глобус“ за драма и режисура, печели награда на БАФТА за музика и е номиниран за „Златна палма“ на Филмовия фестивала в Кан, където получава наградата за режисура.